# Ferreiros de Balboa
Ferreiros de Balboa (llamada oficialmente Santa María de Ferreirós de Valboa) es una parroquia y una aldea española del municipio de Becerreá, en la provincia de Lugo, Galicia.

## Organización territorial
La parroquia está formada por dos entidades de población:
- Ferrañol
- Ferreiros de Balboa (Ferreirós de Valboa)[5]

## Demografía

### Parroquia
| Gráfica de evolución demográfica de Ferreiros de Balboa (parroquia) entre 2000 y 2019 |
|                                                                                       |
| Datos según el nomenclátor publicado por el INE.                                      |

### Aldea
| Gráfica de evolución demográfica de Ferreirós de Valboa (aldea) entre 2000 y 2019 |
|                                                                                   |
| Datos según el nomenclátor publicado por el INE.                                  |